# Advocatus diaboli
Advocatus diaboli (česky ďáblův advokát) je pojem, který  se užívá obecně pro označení obhájce reálně nebo zdánlivě špatné věci, respektive pro někoho, kdo při diskusi předkládá argumenty pro něco, čemu sám nevěří, aby mohlo být toto hledisko také zváženo. 

## Historie a původ označení
Ďáblův advokát je hovorové neoficiální označení pro promotora víry (oficiálně latinsky promotor fidei), oficiálního odpůrce v procesu svatořečení. Tento úřad se v katolické církvi používal v procesu kanonizace, při němž byl ustanoven církevní právník – zastánce víry (latinsky promotor fidei) – aby argumentoval proti zamýšlenému prohlášení za svatého (např. hledal přirozená vysvětlení pro zázraky, k nimž mělo dojít na přímluvu kanonizovaného, nebo zpochybňoval věrohodnost dokladů o jeho ctnostech). Proti němu se stavěl tzv. advocatus Dei či advocatus angeli (Boží, resp. andělský advokát), který naopak argumentoval pro prohlášení za svatého. Tímto sporem měla být zajištěna nestrannost procesu. 
Starý proces kanonizace, který platil od roku 1587, nahradil papež Jan Pavel II. v roce 1983 novým, ve kterém obě postavy nahradil tzv. promotor iustitiae (promotor spravedlnosti). Nová, výrazně zjednodušující úprava Janu Pavlu II. umožnila svatořečit 500 osob a 1 300 osob prohlásit za blahoslavené (beatifikace), přičemž jeho předchůdci během 20. století provedli jen 98 svatořečení.